# Cassandra Lang
Cassandra "Cassie" Lang, conosciuta come Stature o Stinger, è un personaggio dei fumetti statunitensi creato da David Michelinie (testi) e John Byrne (disegni), pubblicato dalla Marvel Comics. La sua prima apparizione avviene in Marvel Premiere n. 47 (aprile 1979), mentre la sua identità supereroistica viene assunta in Young Avengers n. 6 (maggio 2006).
Figlia di Scott Lang, Cassie è stata esposta alle Particelle Pym fin da bambina ottenendo l'abilità di manipolare a piacimento le proprie dimensioni e divenendo, da adolescente, una supereroina membro dei Giovani Vendicatori nota inizialmente come Ant-Girl o Giant-Girl, poi col nome Stature e infine come Stinger.

## Biografia del personaggio

### Origini
Nata a Miami, Florida, da Scott e Peggy Lang, Cassie nutre per suo padre un affetto ed un'ammirazione tali da non venire minimamente intaccate nemmeno dopo che questi viene arrestato per una serie di furti commessi al fine di dare una maggior stabilità economica alla famiglia, cosa che porta invece Peggy a chiedere il divorzio; in seguito alla scarcerazione del genitore per buona condotta ed alla sua assunzione nelle Stark International, questi ottiene dal tribunale la custodia congiunta di Cassie che, passa l'infanzia trascorrendo due week end al mese nel maniero dei Vendicatori. Tempo dopo tuttavia, la bambina contrae una grave malattia cardiaca e, dunque, Scott ruba il costume di Henry Pym assumendo i panni di secondo Ant-Man per liberare la cardiochirurga Erica Sondheim dalle grinfie del presidente della Cross Technological Enterprises (CTE), Darren Cross, affinché operi sua figlia salvandole la vita.
Cassie instaura col tempo un intenso legame coi "colleghi" supereroi del padre (tanto da rivolgersi a Tony Stark chiamandolo "zio") e sviluppando inoltre il desiderio di divenire a sua volta un'eroina, cosa che la porta ad esporsi di nascosto alle Particelle Pym apparentemente senza risultato. Quando Scott viene assunto come ingegnere dai Fantastici Quattro, lui e Cassie si trasferiscono al Four Freedoms Plaza; periodo durante il quale la ragazzina fa amicizia con Kristoff Vernard, per cui prende la sua prima cotta. Durante la militanza paterna tra le file degli Eroi in vendita, Cassie contribuisce alla sconfitta di un Super-Adattoide ma, in seguito, sua madre e il suo patrigno, Blake Burdick, ritenendo che vivere a stretto contatto coi supereroi esponga la ragazzina a troppi pericoli, ottengono dal tribunale la sua custodia esclusiva; ciò porta Cassie a nutrire rancore nei confronti dei due accusandoli di volerla allontanare da suo padre.

### Giovani Vendicatori
Dopo la morte del padre a causa della follia di Scarlet i rapporti tra Cassie e la madre si incrinano ulteriormente mentre Blake si guadagna definitivamente il suo astio dopo aver definito lei "una ragazza tutt'altro che brillante" e Scott un comune criminale, spingendola a scappare di casa e a prendere in considerazione l'idea di unirsi ai Runaways sebbene, dopo aver visto in televisione i Giovani Vendicatori, decide di volerli conoscere e li raggiunge tra le macerie del maniero dei Vendicatori assieme a Kate Bishop. Cassie, ormai quasi quindicenne, scopre che con gli anni le Particelle Pym hanno modificato il suo DNA conferendole la capacità di mutare le proprie dimensioni ed aiuta la squadra ad affrontare Kang il Conquistatore, venendo successivamente accolta nella squadra ed innamorandosi di Iron Lad, da cui è tuttavia costretta a separarsi in quanto, poco dopo, egli fa ritorno alla sua epoca.
Ribattezzatasi "Stature" la ragazza si unisce ufficialmente ai Giovani Vendicatori continuando a combattere al loro fianco nonostante sua madre, informata da Jessica Jones dell'identità segreta della ragazza, le proibisca l'uso dei suoi poteri preoccupata dall'effetto che potrebbero avere sulla sua salute.
Durante la guerra civile dei superumani Stature e i Nuovi Vendicatori sono inizialmente listati tra i 142 supereroi che hanno deciso di registrare la propria identità al governo ma, in seguito decidono di cambiare schieramento entrando tutti in clandestinità tranne Cassie, che, segnata dalla morte di Bill Foster, aderisce invece all'Iniziativa dei 50 Stati ed inizia una relazione sentimentale con Jonas (Visione).
Nel corso dell'invasione segreta degli Skrull Stature e il resto dei Giovani Vendicatori si uniscono alla squadra capeggiata da Nick Fury respingendo un'ondata di alieni mutaforma nel cuore di New York.

### Dark Reign
Con l'avvento del Regno Oscuro di Norman Osborn, Cassie lascia l'iniziativa e, assieme a Jonas, viene reclutata da Scarlet nella nuova formazione dei Potenti Vendicatori capeggiata da Hank Pym; seppur tutt'altro che felice di far parte di un team in cui milita anche l'assassina di suo padre, Cassie accetta e partecipa a diverse missioni riuscendo infine a smascherare Scarlet scoprendo che sotto le sue spoglie si nasconde in realtà Loki. In seguito Stature, assieme ai Potenti Vendicatori, ai Giovani Vendicatori, ai Secret Warriors e ai Nuovi Vendicatori prende le difese di Asgard durante l'assedio.
Tempo dopo Cassie sottopone la sua candidatura a Luke Cage e Jessica Jones per fare da babysitter a loro figlia Danielle.

### Morte
Tempo dopo i Giovani Vendicatori rintracciano la vera Wanda Maximoff a Latveria e, grazie anche al ritornato Iron Lad, Cassie e il gruppo viaggiano indietro nel tempo dando così a Scarlet la possibilità di redimersi impedendo la morte di Scott che dunque si ricongiunge alla figlia dicendosi orgoglioso dell'eroina che è diventata. Il ricongiungimento tra i due ha tuttavia breve durata poiché, nel successivo scontro tra Vendicatori, Giovani Vendicatori, X-Men, Magneto, X-Factor e il Dottor Destino, quest'ultimo uccide senza pietà la ragazza davanti allo sguardo costernato del padre che, per ottenere vendetta, si unisce alla Fondazione Futuro.

### Ritorno
Dopo che un fallimentare incantesimo di Scarlet finisce per invertire la "bussola morale" di vari supereroi e supercriminali il Dottor Destino, divenuto buono, tenta di rimediare ai suoi peccati e, dunque, resuscita Cassie che tuttavia è costretta a trasferirsi a Miami dalla madre in quanto quest'ultima ritiene Scott pericoloso per la sicurezza della figlia. Tempo dopo però Augustine Cross, nuovo presidente della Cross Technological Enterprises, la rapisce e le fa asportare il cuore per trapiantarlo nel corpo di suo padre Darren così da riportarlo in vita, tuttavia Scott, aiutato dalla dottoressa Sondheim, riesce ad operare un nuovo trapianto su Cassie salvandole la vita. Scosso dall'esperienza, suo padre si convince che l'unico modo per tenerla al sicuro sia starle lontano.
Come effetto collaterale dell'operazione, Cassie perde i suoi poteri ma, non volendo rinunciare alla sua vocazione da eroina tenta comunque di aiutare Kate Bishop ad affrontare l'Impero Segreto venendo quasi uccisa. Sentendosi inutile e profondamente umiliata, Cassie contatta Power Broker persuadendolo a ripristinare i suoi poteri sulla base della loro comune inimicizia nei confronti di Darren Cross, dopodiché adotta un nuovo costume ed il nome di battaglia di "Stinger".

## Poteri e abilità
Cassie Lang è stata addestrata fin da bambina al combattimento corpo a corpo da istruttori quali Wolverine e Capitan America affinché sapesse difendersi dai molti nemici del padre; essendosi esposta alle Particelle Pym in giovane età, Cassie è in grado di miniaturizzazarsi o ingigantirsi a proprio piacimento, potere che inizialmente risultava fortemente influenzato dal suo stato emotivo e si limitasse ad un massimo di 10-15 ft (3-4,5 m) per un minimo di 6 in (15 cm) ma che col tempo ha imparato a padroneggiare fino a poter raggiungere senza sforzo le dimensioni di un insetto o i 100 ft (30 m), sebbene in realtà sia in grado di ingigantirsi fino a 250 ft (76 m) ma non possa mantenere a lungo tali dimensioni senza affaticarsi e riassumere la sua statura originale.
Tutti i costumi indossati da Cassie sono realizzati in Molecole Instabili che cambiano dimensioni assieme al suo corpo, mentre quello utilizzato nei panni di Stinger è dotato di ali biosintetiche retrattili che la rendono in grado di volare.

## Altre versioni

### La Crociata dei Bambini
Nel futuro alternativo visto in La Crociata dei Bambini, Cassandra Lang, nota come "Stinger", è un membro dei Vendicatori.

### Fiabe Marvel
Nell'episodio "Alice nel Paese delle Meraviglie" della miniserie Fiabe Marvel, Cassie riveste il ruolo di Alice mentre Scott è il Bruco.

### MC2
Nel futuro alternativo di MC2, Cassandra Lang, ormai ventenne, una nota entomologa ed ha raccolto l'eredità del contrariato padre diventando la supereroina "Stinger", membro fondatore (nonché più anziano) di A-Next (successori dei Vendicatori).

### Ultimate
Nell'universo Ultimate, Cassie Lang è Giant-Woman, figlia del secondo Giant-Man che viene controllata mentalmente da Modi, figlio di Thor, e costretta ad affrontare Spider-Man venendo sconfitta ed aiutando poi lo S.H.I.E.L.D. a debellare un attacco dell'HYDRA una volta ristabilitasi, azione a seguito della quale le viene offerto un posto tra gli Ultimates da Monica Chang, che tuttavia essa rifiuta preferendo unirsi agli Howling Commandos di Nick Fury col nuovo nome in codice di "Stature".

### What If?
Il personaggio è stato reinventato in due scenari della serie fuori continuity What If?:
- Nel primo, che immagina cosa sarebbe successo se Iron Man avesse perso la Guerra delle Armature, Cassie viene rapita prima da Justin Hammer e poi dall'A.I.M. per costringere il padre a collaborare ma, infine, viene liberata da Stark[47]
- Nel secondo, che immagina cosa sarebbe successo se Capitan America avesse avuto tutti i supereroi dalla sua parte durante la guerra civile dei superumani Stature viene uccisa nel momento in cui il governo decide di inviare le Sentinelle contro di loro[48].

## Altri media

### Marvel Cinematic Universe
Cassie Lang, interpretata da Abby Ryder Fortson, compare da bambina nella Saga dell’Infinito, per poi assumere l’identità di Stature nella Saga del Multiverso, in cui ad interpretarla è Kathryn Newton. 
- In Ant-Man (2015) Scott, uscito di prigione, cerca a fatica di mantenere un rapporto con la piccola Cassie nonostante i dubbi della sua ex-moglie e del suo compagno Jim; nel finale Cassie viene presa in ostaggio dal Calabrone e salvata da Scott, di cui scopre l’attività da supereroe.
- In Ant-Man and the Wasp (2018) Cassie trascorre più tempo con il padre, costretto agli arresti domiciliari dopo aver partecipato alla guerra civile degli Avengers. Scott e Hope van Dyne entrano poi di nascosto nella scuola elementare di Cassie per recuperare dal suo zainetto la tuta originale di Scott.
- In Avengers: Endgame (2019) Cassie, stavolta interpretata da Emma Fuhrmann, è sopravvissuta al Blip e ha adesso 14 anni. In una scena commovente si riunisce con Scott, creduto vittima dello sterminio ma in realtà rimasto intrappolato per cinque anni nel Regno Quantico.
- In Ant-Man and the Wasp: Quantumania (2023), Cassie, interpretata da Kathryn Newton, è adesso un’adolescente attivista desiderosa di cambiare il mondo in meglio; insieme a Hank Pym e Hope sviluppa un dispositivo in grado di mandare un segnale nel Regno Quantico, che però inavvertitamente trasporta loro, Scott e Janet proprio lì, in una zona finora sconosciuta e abitata da un popolo civilizzato e sottomesso con la forza dal terribile Kang il Conquistatore, che intrappola Cassie per costringere Scott a eseguire i suoi ordini. Cassie, indossando una tuta come quella di Scott e Hope, si libera e si allea con la ribelle Jentorra per poi combattere contro MODOK/il Calabrone. Nel finale, avendo imparato a far squadra con il padre, si guadagna la sua fiducia e insieme tornano nel loro mondo.

### Televisione
Cassie Lang appare in:
- Avengers - I più potenti eroi della Terra
- Ant-Man

### Videogiochi
Cassie Lang compare in:
- Marvel: Sfida dei Campioni
- Marvel Future Fight
- Marvel Avengers Academy
- LEGO Marvel's Avengers
- Marvel Strike Force

### Musica
- Cassie Lang viene menzionata in un verso di "Nrrrd Grrrl", traccia bonus dell'album del 2008 Mc Chris Is Dead di Mc chris.